# Azure Ray
Azure Ray es un dúo femenino estadounidense de dream pop formado por Orenda Fink y Maria Taylor, dos adolescentes de Alabama que se conocieron alrededor de los 15 años en la escuela de arte. Su primer proyecto fue la banda Little Red Rocket, con la cual a mediados de los años 1990 liberaron dos álbumes. Azure Ray se formó en la localidad de Athens, Georgia, pero luego continuó en Nebraska. Su música se inclina principalmente a sonidos de guitarras al mejor estilo folk y country.

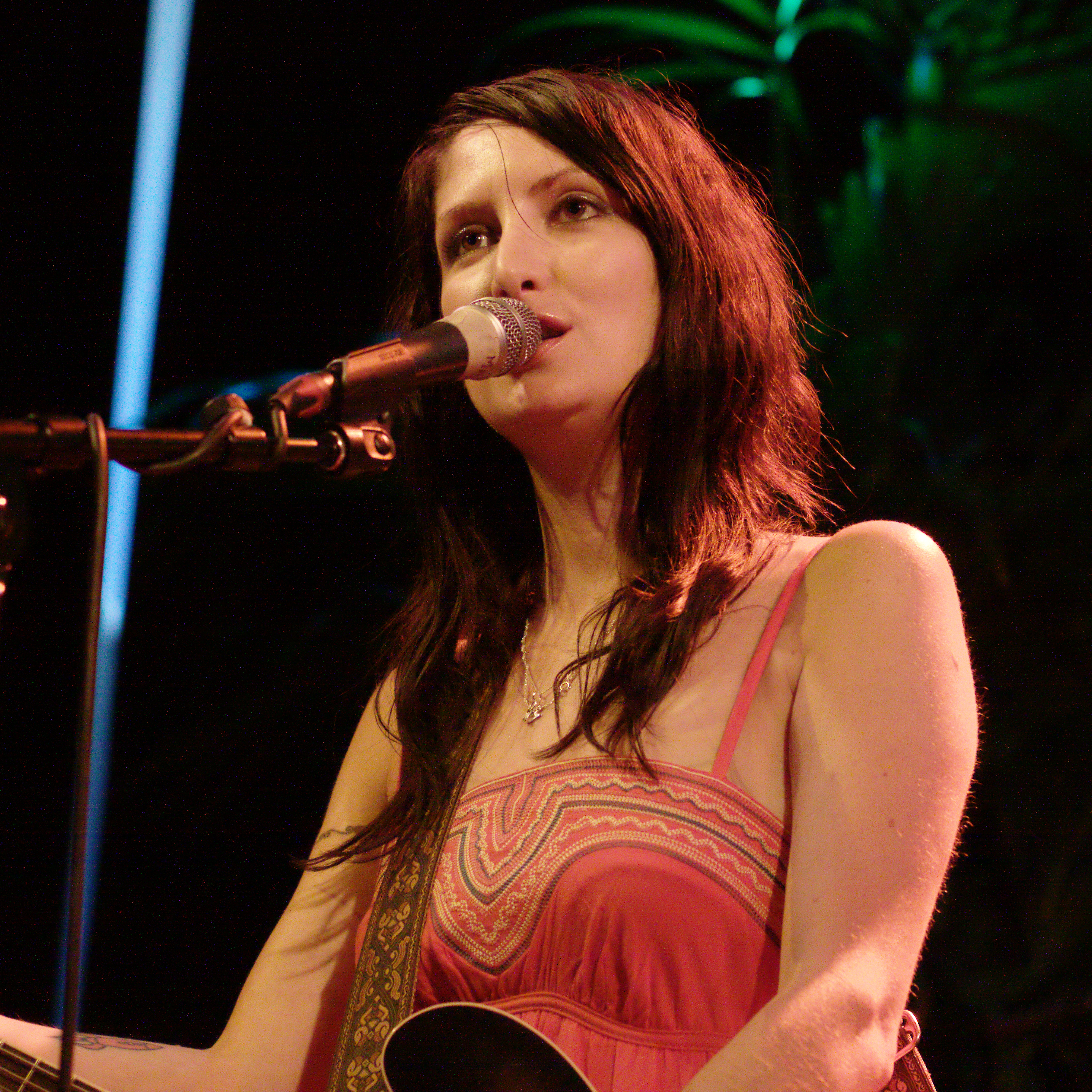
Maria Taylor (2009)

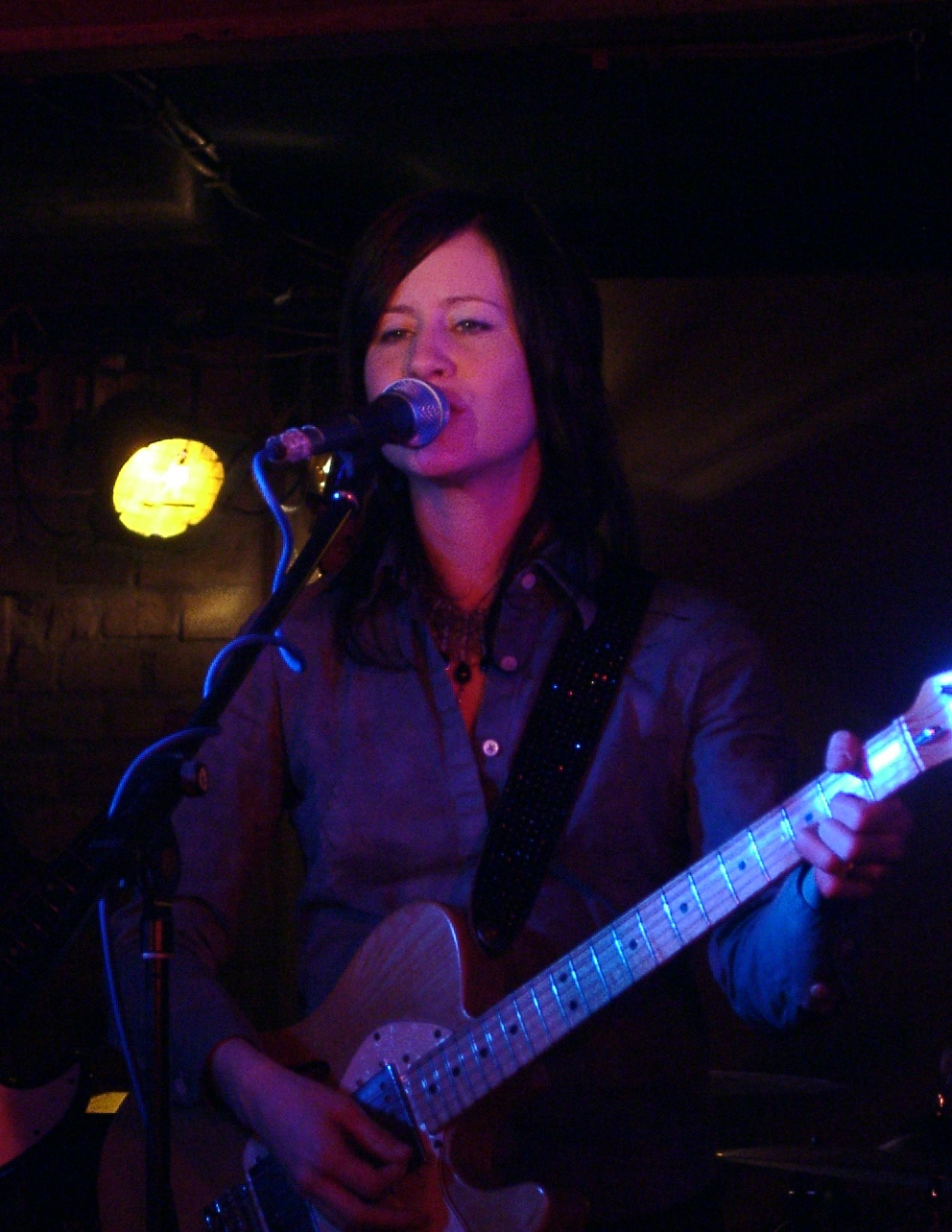
Orenda Fink (2005)

## Discografía

### Álbumes
Azure Ray (Warm Records,2001)
- 01. Sleep
- 02. Displaced
- 03. Don't make a sound
- 04. Another Week
- 05. Rise
- 06. 4th of July
- 07. Safe and sound
- 08. Fever
- 09. For no one
- 10. How will you survive

Burn and Shiver (Warm Records, 2002)
- 01. Favorite Cities
- 02. The New Year
- 03. Seven Days
- 04. Home
- 05. How You Remember
- 06. Trees Keep Growing
- 07. A Thousand Years
- 08. While I'm Still Young
- 09. Your Weak Hands
- 10. We Exchanged Words
- 11. Raining In Athens
- 12. Rest Your Eyes

Hold On Love (Saddle Creek,2003)
- 01. The Devil's Feet
- 02. New Resolution
- 03. We Are Mice
- 04. Look To Me
- 05. The Drinks We Drank Last Night
- 06. Across The Ocean
- 07. If You Fall
- 08. Sea Of Doubts
- 09. Dragonfly
- 10. Nothing Like A Song
- 11. These White Lights Will Bend To Make Blue
- 12. Hold On Love

- Drawing Down the Moon (Saddle Creek Records, 2010)

### Eps y sencillos
November (ADA UK,2007)
- 01. November
- 02. For The Sake Of The Song
- 03. No Signs Of Pain
- 04. Just A Faint Line
- 05. I Will Do These Things
- 06. Other Than This World

New Resolution (ADA UK,2007)
- 01. New Resolution (TPS Mix)
- 02. New Resolution
- 03. The Drinks We Drank Last Night

The Drinks We Drank Last Night (Lumberjack,2003)
- 01. The Drinks We Drank Last Night
- 02. The Love Of Two
- 03. We Are Mice (Bleed Version)